# 縦書きと横書き

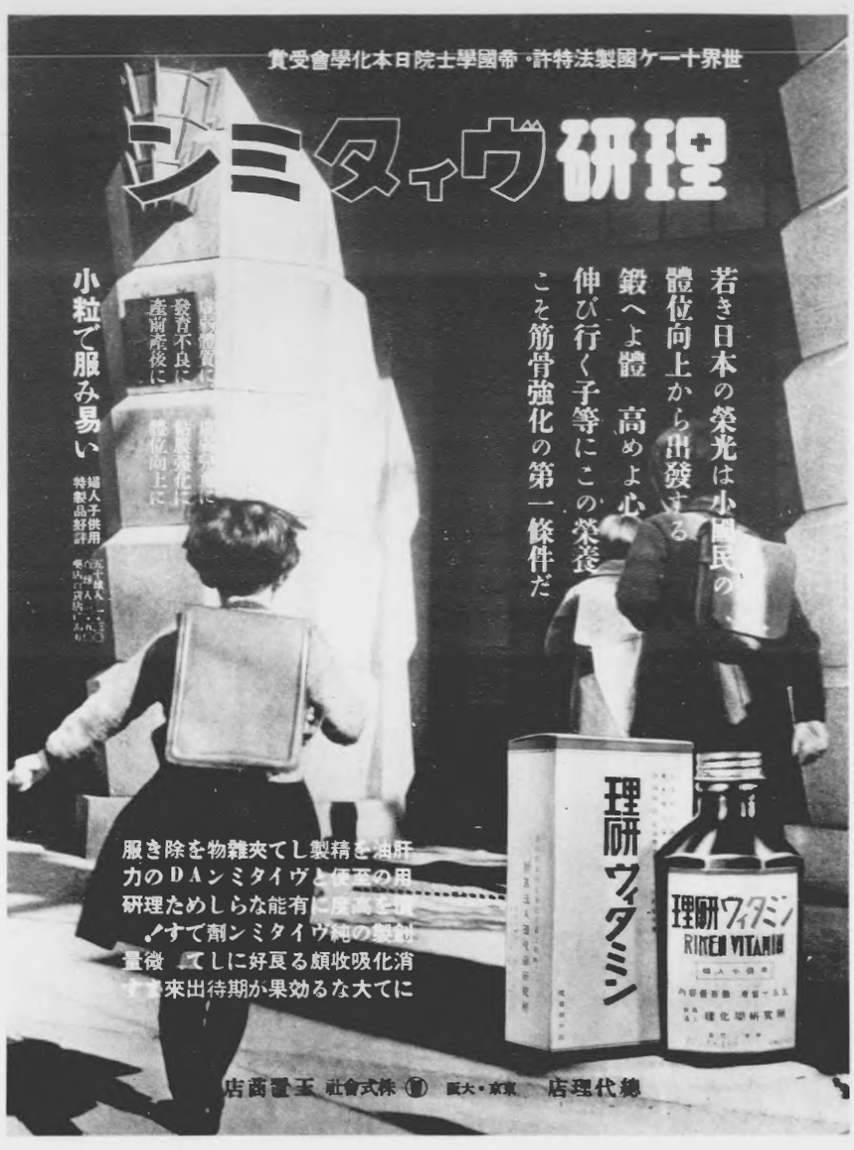
日本語の雑誌広告
（1938年（昭和13年））。広告本文は右縦書きと右横書きが用いられ、商品のラベルには英語に倣い左横書きが用いられている。

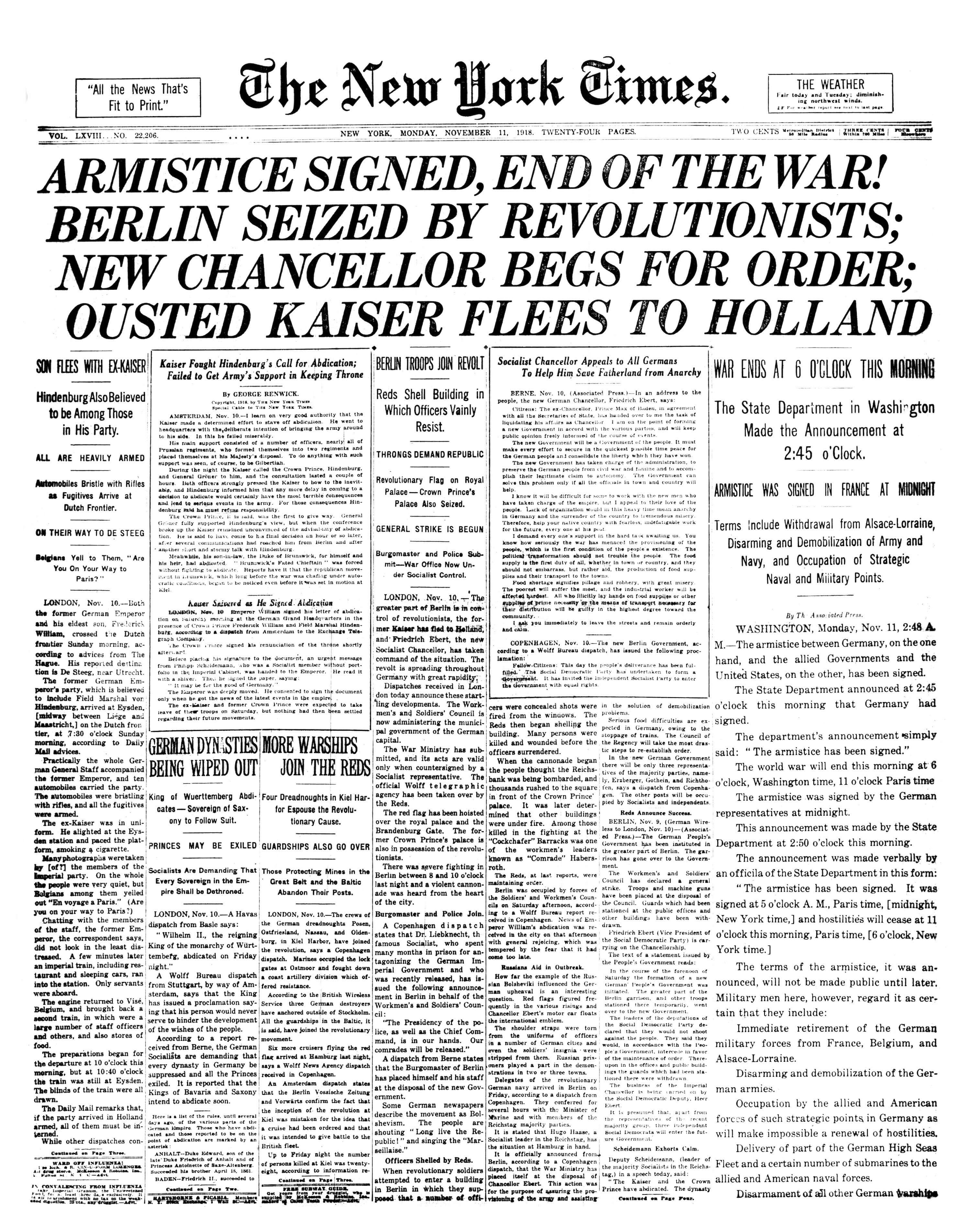
英語の新聞（1918年11月11日付）。左横書きされている。

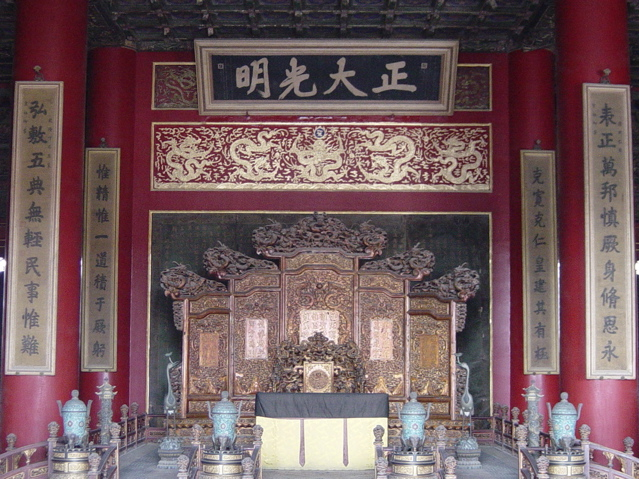
中国語の扁額。北京の紫禁城、乾清宮の内部。玉座の上に、「正大光明」と右横書きされている。

世界に存在する文書は、その言語および表記する文字体系の組合わせによって文字を書き進める方向（書字方向）が異なる。書字方向には、大きく分けて縦書き（たてがき、縦組み）と横書き（よこがき、横組み）がある。

## 概説
書字方向は、文字の並べ方によって縦書き、横書きに二分され、それぞれが行または列の並べ方によりさらに二分される。
縦書きは、文字を列ごとに上から下に縦に連ねる。縦書きには、列を右から左へ（←）順に並べる右縦書きと、左から右へ（→）順に並べる左縦書きがある。
横書きは、文字を行ごとに一方向に横に並べる。横書きには、文字を右から左へ（←）順に並べて行を左に進める右横書きと、文字を左から右へ（→）順に並べて行を右に進める左横書きがある。
中国語および、日本語（下記詳述）、朝鮮語では、本来縦書きで右から左へ行を進めていた（右縦書き）。しかし、近代以降はいずれの国でも横書きとの併用が行われる。縦書きと横書きの両方が併用可能な文字言語は現代では比較的珍しく、文字を正方形のマスに見立てて配置する漢字（および漢字と併用される表音文字）の特徴といえる。なお、近年の韓国では横書きの使用が圧倒的になっており、稀に縦書きを用いる際も左縦書きが使用される割合が多くなっている。
英語に代表されるインド・ヨーロッパ語族等は、左から右の横書き（左横書き）である。縦書きされることは看板等のデザイン上の都合を除いてほとんど無い。日本や中華圏でも現代では英語等に倣うかたちで左横書きの文書が多くなっている。それぞれ独自の文字を持つ南アジア、東南アジアの諸地域でも、左から右への横書き（左横書き）が多い。これに対して、アラビア語、ヘブライ語等の中東圏では、その逆に右から左へと文字が綴られる（右横書き）。
モンゴル文字で表記されるモンゴル語は、左から右へと行を進める縦書き（左縦書き）を使用する。これは、モンゴル文字がソグド文字系統のウイグル文字から派生したことに由来する。これらの文字は、もともと右横書きされていたが、後にこれを反時計回りに90度回転した形の左縦書きも用いられるようになった。
古代には、ヒエログリフのように書字方向がかなり融通のきく文字言語や、左右の行端で文字を折り返す牛耕式 (boustrophedon) などを採用する文字言語もあったが、現代の諸言語の文書には見られない特徴である。また、下から上へ行を重ねる横書きが確認されない一方、下から上への縦書きは、アイルランド・ゲール語のオーガム碑文の例、そして突厥文字（オルホン文字）が稀にそのように書かれるなど、歴史的にもごく僅かに存在する。

## 日本語における縦書きと横書き

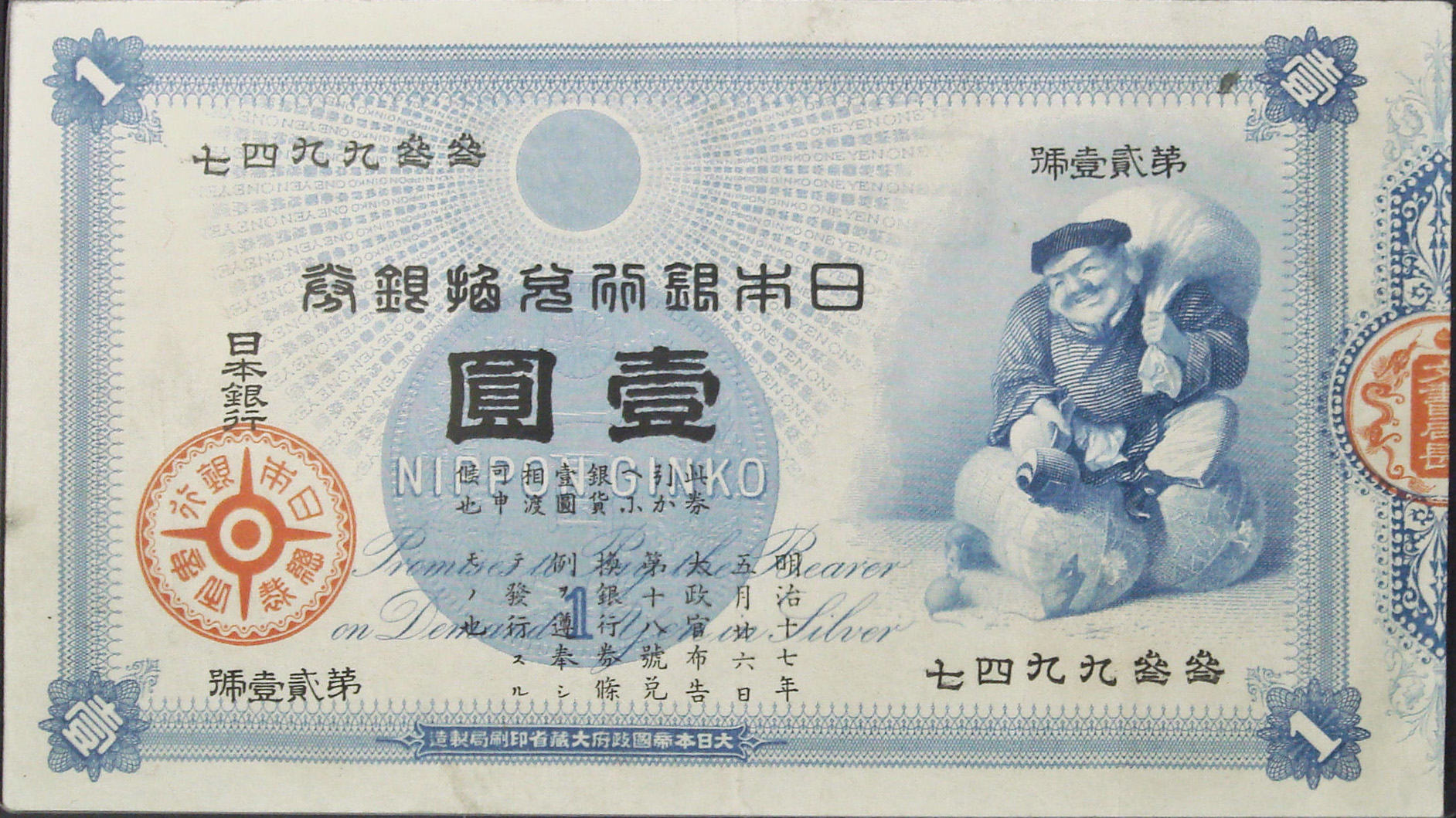
1885年（明治18年）頃に発行された紙幣。日本語には右縦書き（1行1文字の縦書き含む）が用いられ、英語には左横書きが用いられている。

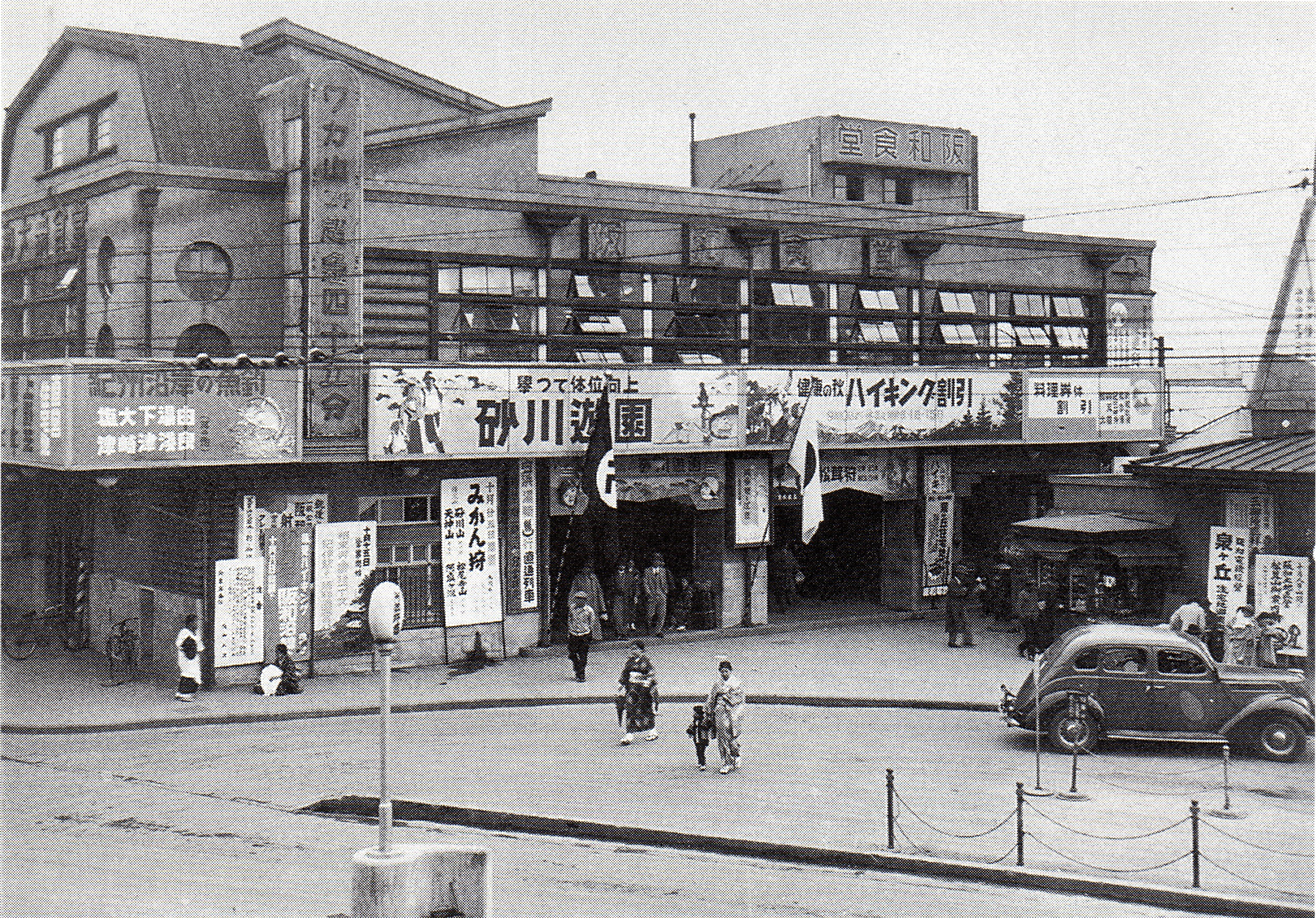
1938年10月頃の天王寺駅。左横書きが多いが一部に1行1文字の縦書きも残っている。

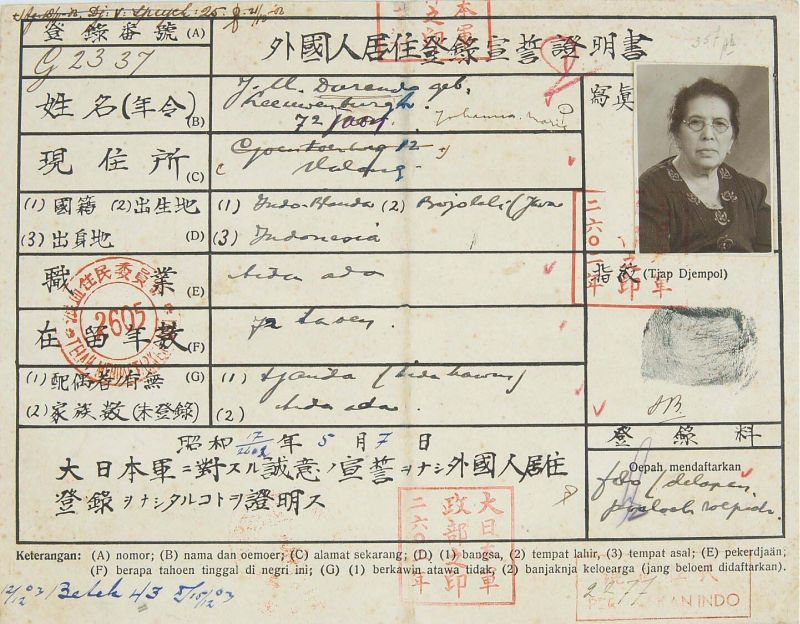
インドネシアを占領した日本軍により発行された身分証明書。現地語との併記のため、左横書きが使われている。

元来日本語は漢文に倣い、文字を上から下へ、また行を右から左へと進めて表記を行うものである。漢字と仮名は縦書きを前提とした筆順であり、横書き不能な書体も存在する。
扁額や石碑の題字などは一見すると右横書きのように見えるが、前近代にあっては、これらは「1行1文字の縦書き」、つまり縦書きの規範で書かれたものであって右横書きではないのが通常である。スペースに高さがある場合は1行2文字以上として右から左へ行が進むこととなる。したがってこれらはあくまでも縦書きの範疇にある。漢字も仮名も、横画はすべて左から右へ、縦画はすべて上から下へ書くものであり、下から上へ縦書きしないのと同様に、左横書きは可能でも右横書きには無理が生じる。

### 歴史的経緯
日本語学者の屋名池誠の調査によれば、日本で出版物に横書きが現れるのは、（ごくまれな先行例はあるものの）18世紀後半に蘭学が紹介されてからのことである。1788年（天明8年）に大槻玄沢が刊行した『蘭学階梯』が初めて幕府の公認の下にオランダ語の文字（すなわちラテン文字）を紹介したのをきっかけに、民衆の間に横書き文字の存在が広く知られるようになった。一般民衆向けの出版物にも、オランダ語の文字を模倣して日本語の文章を横書きするものが現れた。たとえば1806年（文化3年）刊の式亭三馬による『小野嘘字尽』（おののばかむらうそじづくし）は往来物のパロディだが、平仮名を左横書きし書体も欧字に似せた「おいらんだ文字」なるものを記している。また、1862年（文久2年）の『亜米利迦州迦爾波尓亜港出帆之図』は、「1行1文字の縦書き」とは区別された「右横書き」の例として指摘されている。
次に横書きが用いられたのは、外国語辞書であった。最初の日本語の外国語辞書は、外国語が左横書き、日本語が縦書きで、本を回転しないと普通に読めない。1885年（明治18年）の「袖珍挿図独和辞書」では語釈（日本語）を横書きしている。
太平洋戦争前、欧文併記文書以外の一般大衆を主対象とする新聞や広告などでは、「1行1文字の縦書き」を横読みさせる記法、又はこれと同様に読むことができる「右横書き」が優勢であった。ただし、刊行物では、右横書きの文章は長くても数行程度ものであり、雑誌記事において、縦書きと併用して用いられる場合が多かった（個人の手控えでは、日露戦争に従軍した軍曹の「陣中日誌」などに、文章全体が右横書きで記されている例がみられる。）。
鉄道では官鉄が1920年（大正9年）に乗車券などの切符を左書きに改める取り組みが見られたが、
1927年（昭和2年）に鉄相に就任した小川平吉が、1929年（昭和4年）までに、左書きとなっていた駅名表記を右書きに改正させる反動的な動きもあった。
1940年（昭和15年）頃からは左横書きによる方向統一の動きが各所で散見されるようになり、文部省の諮問機関、国語審議会では1942年（昭和17年）7月、左横書きを本則とする旨の答申を出すに至る。しかしこれに対して反対論も強く、答申の同部分は閣議提案されなかった。当時、陸軍はむしろ左横書き専用への移行を進めていた。しかし、国粋主義的な論調の高まりの中で、「米英崇拝」であるとして左横書き排除を唱える者も現れ、左横書きを用いる商店への投書運動も展開された。このため、新聞社の中には左横書きの広告を拒否する社もあった。
戦後、GHQ/SCAPによるアメリカ教育使節団報告書中のローマ字採用勧告や漢字の廃止運動（国語国字問題 / 漢字廃止論）などの社会運動により、西欧の記法に倣う左横書きが革新的、「1行1文字の縦書き」及び「右横書き」は保守的、というイメージは決定的なものとなり、「1行1文字の縦書き」及び「右横書き」は衰退の一途をたどることとなった。前出の屋名池の調査によれば、新聞の見出しの横書きは『読売報知新聞』（現在の『読売新聞』）が1946年（昭和21年）1月1日号から左横書きに切り替わったのを初の例として、1948年（昭和23年）までに『日本経済新聞』を除く全紙の見出しが切り替わっている（日本経済新聞は1950年（昭和25年）9月に切り替え）。また紙幣では1948年（昭和23年）3月のB50銭券を端緒として左横書き化されている。
また、諸官庁の作成する文書形式のガイドライン『公用文作成の要領』（1951年（昭和26年）10月30日国語審議会審議決定・1952年（昭和27年）4月4日内閣官房長官依命通知）では、「執務能率を増進する目的をもって、書類の書き方について（略）なるべく広い範囲にわたって左横書きとする」としている。これにより、行政機関では、早くから多くの文書で横書きが用いられてきた。しかし、法律案に関する文書や閣議に関する文書など、縦書きされる文書も多く残る。
これに対して、裁判所では、長らく全ての文書で縦書きが用いられていた。しかし、2001年（平成13年）1月1日からは、全ての文書で横書きが用いられている。なお、司法試験（論文式）の答案も、同年から横書きに変更された。
一方、印刷物の本文を見ると、日本で発行されている新聞、雑誌、一般向け書籍の多くで、今日まで縦書き（縦組み）が主流であり続けている。とりわけ新聞の一般紙では、縦組みしかない。朝日新聞社が1950年（昭和25年）頃に1ページのみの横組みの内部テスト版を作ったことがあるが、実際に発行されることはなかった。雑誌でも、自然科学や工学、社会学や経済学、言語学・人類学などの分野を除き、本文に縦組みを採用する例がほとんどである。一般向け科学雑誌の『科学朝日』のように、1941年（昭和16年）の創刊時には縦組みで、その後横書き（横組み）に変えながら、1989年（平成元年）に縦組みに戻した例もある。写真やイラストの多いレイアウトに向いていたからだという。

### 縦書きと横書きの字体、書体
日本語において縦書きと横書きで字形や組版が異なることがある。

#### 漢字
漢字は、活字体の場合は縦書きのときも横書きのときもその字体に変わりはないが、手書きの字形の場合は異なるケースがある。

#### 仮名
小書き仮名は、縦書きと横書きで書く位置が異なる。縦書きの場合は、通常の文字に比べ右側に書き、多くの場合は右上に書く。以前は前の文字の右下に書くこともあった。横書きの場合は、下に書き、左下にすることも多い。下付き文字のように枠外になることはない。
音引き（ー）は、縦書き時は縦線で、横書き時は横線で書かれる。波ダッシュを用いる場合は、通常縦書きの場合と横書きの場合は90度回転させた上で鏡像にした字形になる。
ヿやゟのような合略仮名は縦書きのときにのみに用いられる。
くの字点は縦書きのときに主に用いられ通常横書きでは用いないが、への字のように書いたりダッシュで代用することもある。

#### 約物
約物は、縦書きと横書きとで字体が異なるものがある。
句読点は、縦書きの場合は全角枡の右上、横書きの場合には全角枡の左下に書く。
括弧は縦書きの場合と横書きの場合は90度回転させる。
使用する約物を変える場合もあり、横書き時には句読点の代わりにピリオド、コンマを用いることがある。また、ダブルクオートを横書きで用いるが、縦書きでは鍵括弧に変更する場合もある。
小数点は、横書きではピリオドを用いるが、縦書きでは中黒を用いる。
ダッシュは、縦書きは縦線、横書きは横線になる。
リーダーは縦書き時には中黒を縦に並べるが、横書きは中黒を横に並べたり、ピリオドを横に並べたりする。

#### 英数字
数字

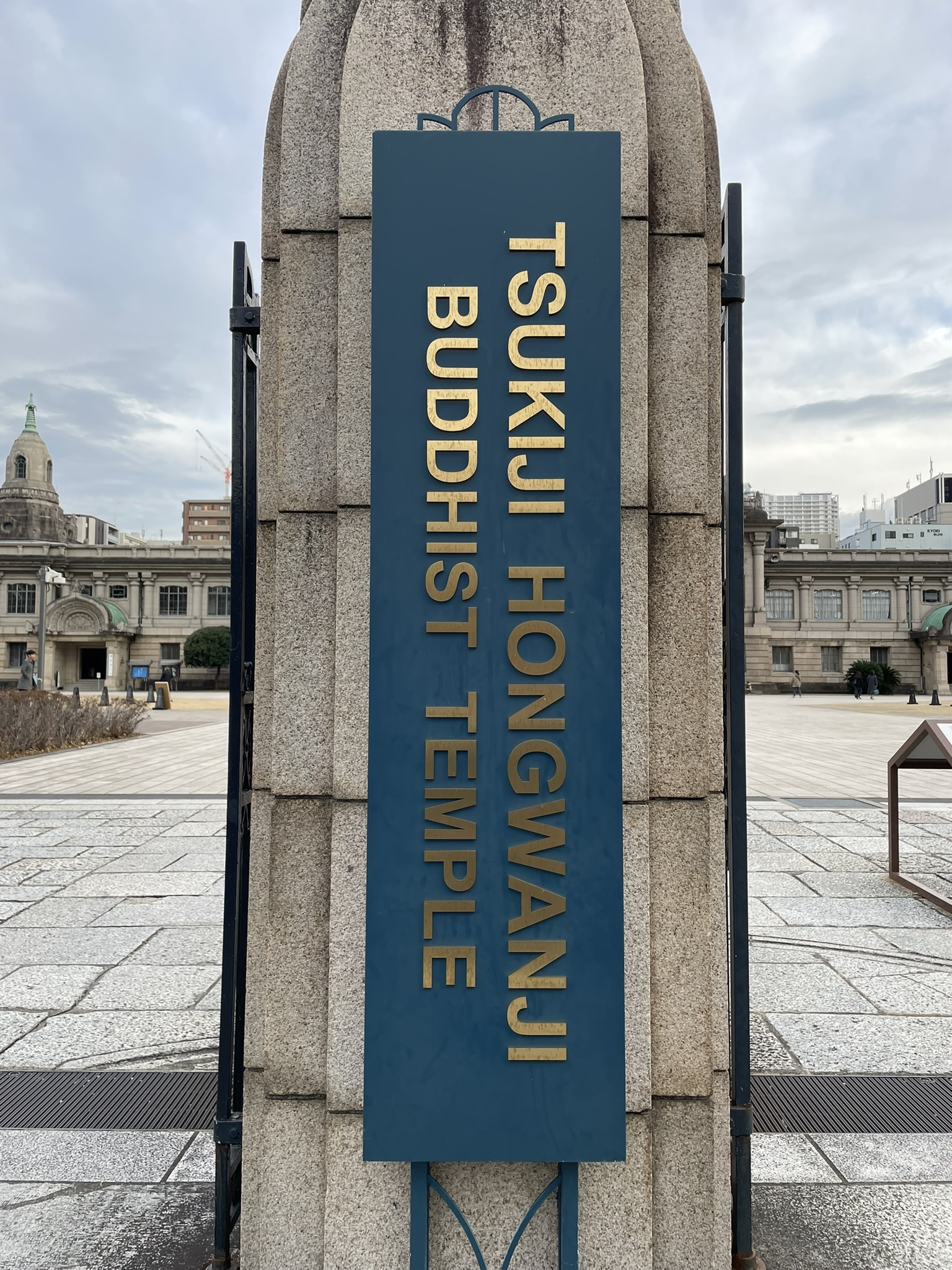
90度回転したローマ字の門標（築地本願寺）

数字に関しては、横書きでは算用数字を、縦書きでは漢数字を用いることが多いという違いがある。ただし、縦書きでも2〜3桁程度の算用数字は漢字・かな1文字分のスペースに横に並べて詰め込むことがあり、これを組数字という。
新聞社や通信社の一部では、縦書きの算用数字化を進める動きもあるという。 
ローマ字
縦書きの中のローマ字は仮名のようにそのまま書かれることも多いが、90度回転して文字の下が左に向くように書くこともある。

### 特殊な例としてみられる右横書き

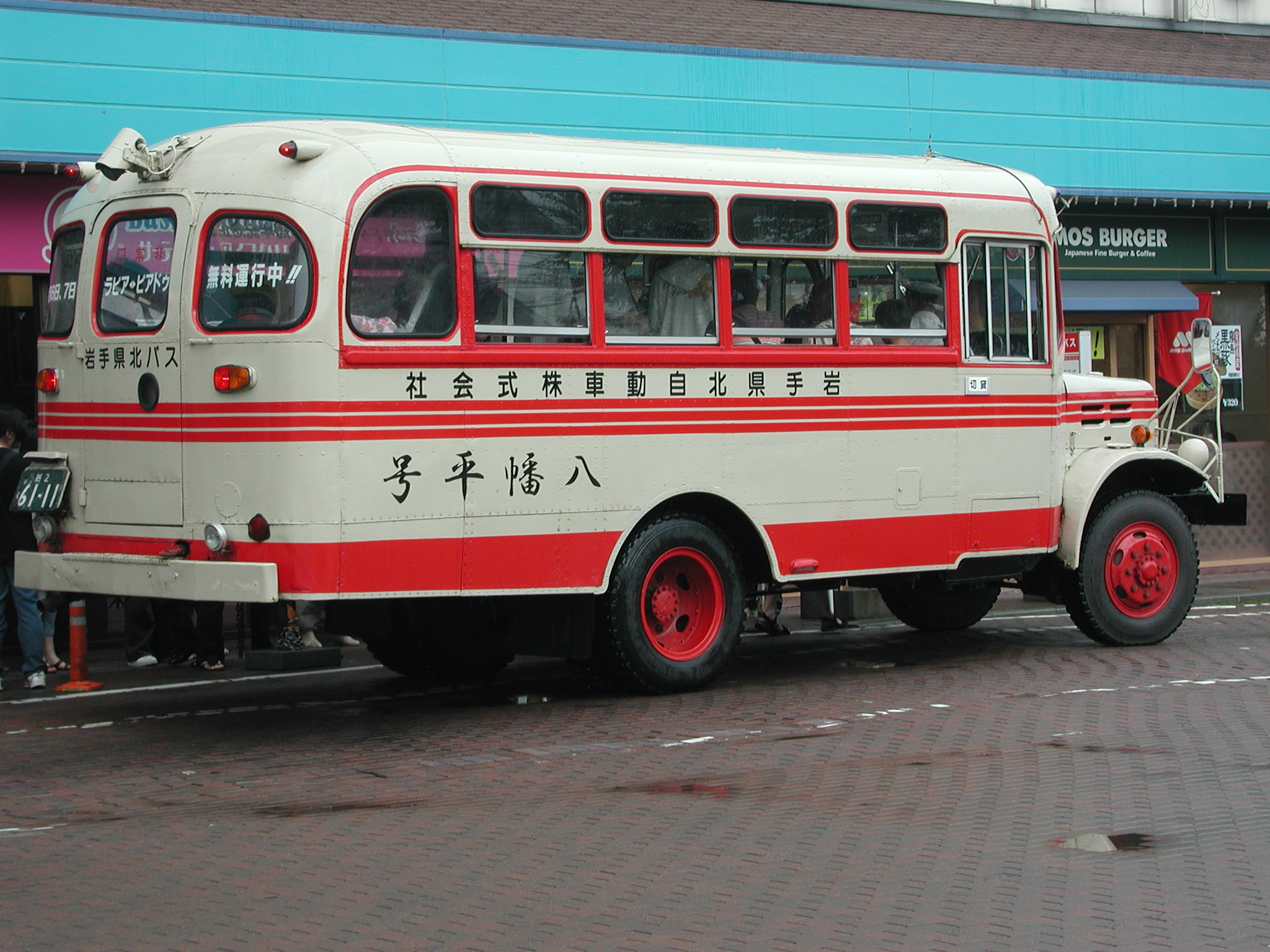
バスの右側面の表記例。「貸切」「岩手県北自動車株式会社」「八幡平号」の文字が右横書きで書かれている

自動車や船舶など明瞭に前後の概念を持つ対象に文字を書く場合、進行中の読み取りを考慮して右側面に右横書きが用いられることがある。むろん反対側では左横書きであり、左右で書字方向が逆行することになる。しかしながら、レタリング表示がロゴタイプの概念に置き換えられるにつけ、この慣例も廃れつつある。例を挙げると、名古屋製酪株式会社ではトラックの右側面の表記を2018年1月から導入の新型車両には従来の「ターャジス」から「スジャータ」に置き換えるとしている。

### 縦書きと横書きの使い分け
現代日本においては、縦書きも横書きもともに用いられる。
縦書き（縦組み）は、書道作品のほとんど、国語の教科書、文芸（小説、詩歌、戯曲など）、新聞などで用いられる。漫画もその戦前からの伝統を踏襲しており、コマ運びは右横進行、吹出しの台詞は縦書きが標準であるが、左開きに製本された場合、コマ運びだけは、右横進行のことも左横進行のこともある。また、基本的に台詞は縦書きであるが、一部の外国語が話されているというシーンでは、その台詞の吹き出しだけ横書きにする、という漫画作品もある。この場合、一つのページに縦書きと横書きが混在する。
自然科学関連の書籍でも、数式などを用いない啓蒙書では、縦書きの例が依然として多い。社会科学系の書物も、数理経済学、会計学の専門書を除くと縦書きが多い。公文書においては法令や法案、官報、あるいは国会での決議と決議案が縦書きにされる。縦書きおよび右横書き基調の綴じ本は、右開きに製本される。
横書き（横組み）は、例えば、外国語、数学、科学、音楽になどに関する専門書、つまり、横書きの言語、数式、楽譜を含むような文書のほとんどで使われる。コンピュータの出力もほとんど横書きである。映画・ゲーム情報誌なども、横長の画面写真を扱うレイアウトの性質上、横書きが主流である。
左横書き基調の綴本は、左開きに製本される。
シナリオも縦書きで出版されるのが普通であるが、日本のテレビドラマのシナリオ『ケイゾク』(西荻弓絵)は、角川書店から横書きの体裁で刊行された。英語学習用の洋画の対訳つきシナリオ書などは横書きである。
社会科学系の書物では、副島隆彦の『アメリカ政治思想の大研究』は、人名や専門用語などに正式な英語表記が併記されるために横書きで出版された。しかし、文庫化されたときに縦書きになった。
数式を多用する経済学の場合、専門書は横書きの場合も多いが、経済評論などの場合は縦が普通である。『資本論』も縦書きで出版されることが多い。小室直樹の経済学の啓蒙書は、数式を使うが縦書きである。トム・ピーターズの経営書の訳書も縦書きで出版されていたが、「マニフェスト・シリーズ」は横書きである。
学校教育の教科書では、国語に属する分野以外はほぼ横書きが用いられる。社会科が縦書きだった時期も1980年代まであったが、その後は横書きになった。
横書き基調の書面の左右端などのスペースに縦書きが用いられたり、逆に縦書き基調の書面の上下端に横書きが用いられることも珍しくなく、こういったことは縦横両用の日本語組版の強みといえる。新聞では、見出しにおいてデザインやレイアウトの都合または強調のために、横書きを使うこともある。またテレビ・ラジオの番組予定欄（ラテ欄）は、原則として横書きである。

### 文芸作品
日本語で出版される文芸作品のほとんどは縦書きで、今日でも、文芸作品が横組みとされることはまれである。英語のような横書き言語の訳書であっても縦書きが普通である。
一方、ネット小説はデフォルトが横書きであるために横書きで発表されることが多い（なお多くのプラットフォームでは縦書きも選択できる）。またケータイ小説はその性質上ほとんどが横書きとなっている。
以下、横書きで出版された文芸作品について個別に記述する。（年代順）
横組みの文芸書は、小峰元『クレオパトラの黒い溜息』（1984年）が初めてと見られるが、小峰のこれ以外の作品は出版社の要望により、すべて縦組みとなっている。
吉村達也の『黒白の十字架』（1992年）も横組みの推理小説で、これは作中の謎と連動してあえての横組みであった。他社からの文庫での再版時には縦書きとされた。
石黒達昌の横書き小説『平成3年5月2日、後天性免疫不全症候群にて急逝された明寺伸彦博士、並びに……』（1994年）は芥川賞候補作となったが受賞はならなかった。
バロウズの『内なるネコ』（山形浩生・訳）（翻訳版は1994年）は横書きで出版された。
帰国子女が著者である英語混じりの作品、すなわち水村美苗の『私小説from left to right』（1995年）、黒田晶『メイド・イン・ジャパン』（2001年）は、横書きである。
篠原一の『誰がこまどり殺したの?』（1995年）は横書きの純文学小説。
福永信の『アクロバット前夜』（2001年）も横書きの純文学小説。
絲山秋子の『スモールトーク』（2005年）は、単行本では横書き、文庫版は縦書きだった。
2013年前期の芥川賞（第148回）を横書き小説『abさんご』（2012年）が受賞した。
岡井隆の歌集『伊太利亜』（2019年）は横書きで出版された。

## アジアにおける縦書きと横書き

### 東アジア
東アジアにおける文字の主流は、漢字の系統、ブラーフミー文字の系統、アラビア文字の系統、ウイグル文字の系統、および近代以降のラテン文字・キリル文字に分かれる。漢字から派生した文字は、伝統的に主に縦書きを使用するが、現在は左横書きが多用されるようになっている。一方、ブラーフミー文字から派生した文字は、伝統的に左から右に向かっての横書きを使用する。アラビア文字は右から左の横書きであるが、アラビア文字と同じくアラム文字から派生したウイグル文字・モンゴル文字・満洲文字では縦書きに変化している（ただし、行は漢字と異なって左から右へと進む）。ラテン文字とキリル文字は左横書きである。
漢文は古来縦書きされ、横書きが必要なときには基本的に右から書いた。仮名交じり文やハングルも漢文に影響を受け、近代まで縦書きが主流であった。現在では使用されていないが、おそらくは漢字に大きな影響を受けたと考えられる西夏文字、契丹文字、女真文字もまた縦書きが主に用いられた。
チベットのチベット文字はインド系の文字であり、左からの横書き専用の文字として発達した。ただし、チベット文字から派生したパスパ文字は、書き方においてチベット文字と大きく異なり、縦書き専用の文字であった。
ウイグル文字から派生したモンゴル文字は、縦書き専用という特徴のため、パソコンの表示において大きな制約が出てしまっている。
かつて使われた突厥文字は原則として右から左への横書きであり、縦書きが必要なときは右に90度曲げて下から上に書いた（行は右から左に進む）。

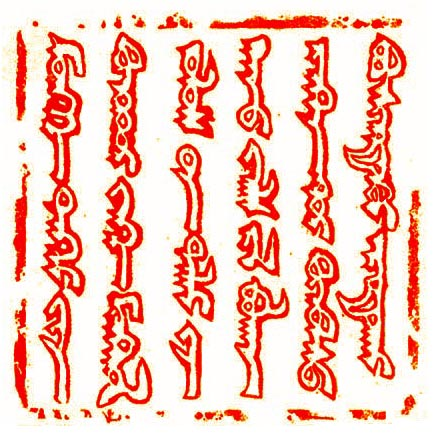
インノケンティウス4世宛のグユクの勅書の朱印（モンゴル文字）
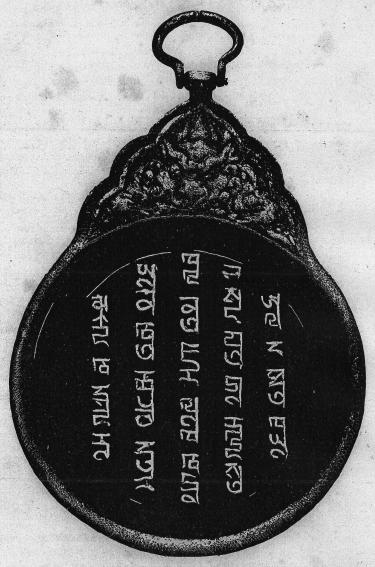
パスパ文字モンゴル語による牌子（パイズ）
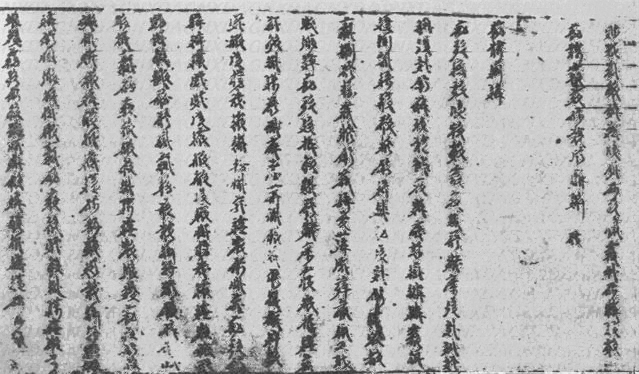
西夏文字
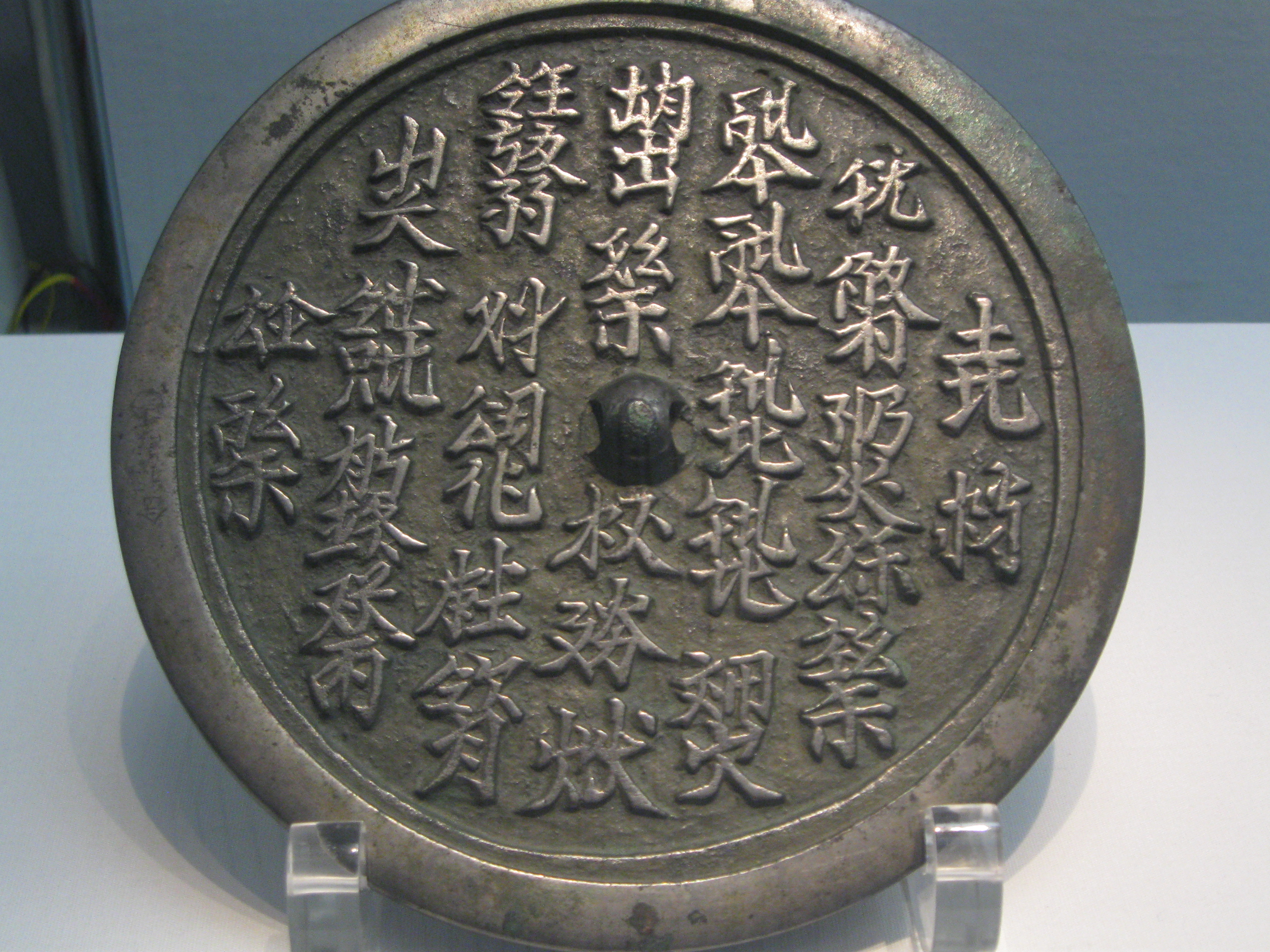
契丹小字七言絶句銅鏡（契丹文字）
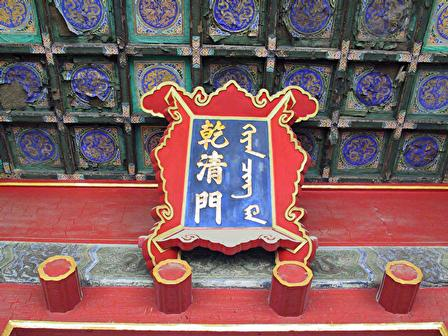
紫禁城の門の額に書かれた満洲文字と漢字
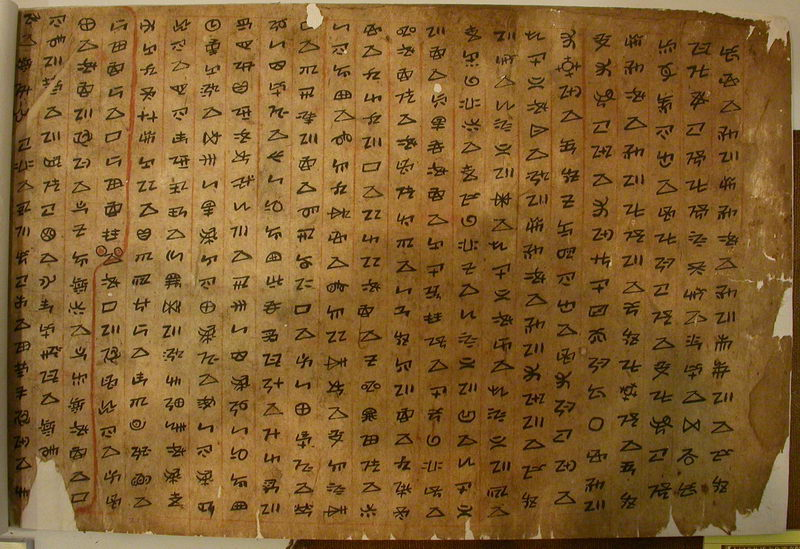
彝文字

### 東南アジア
ベトナムは漢字文化圏に属し、かつて漢字やチュノムを縦書きで書いたが、現在ではラテン文字による左横書き正書法のクオック・グーを使用する。
タイ文字、クメール文字、ビルマ文字などはインド系の文字であり、いずれも左から右に向かっての横書きを使用する。
マレーシア、インドネシア、フィリピンなどではかつてインド系の文字やアラビア文字を使用したこともあったが、現在はいずれも左横書きのラテン文字を使用する。

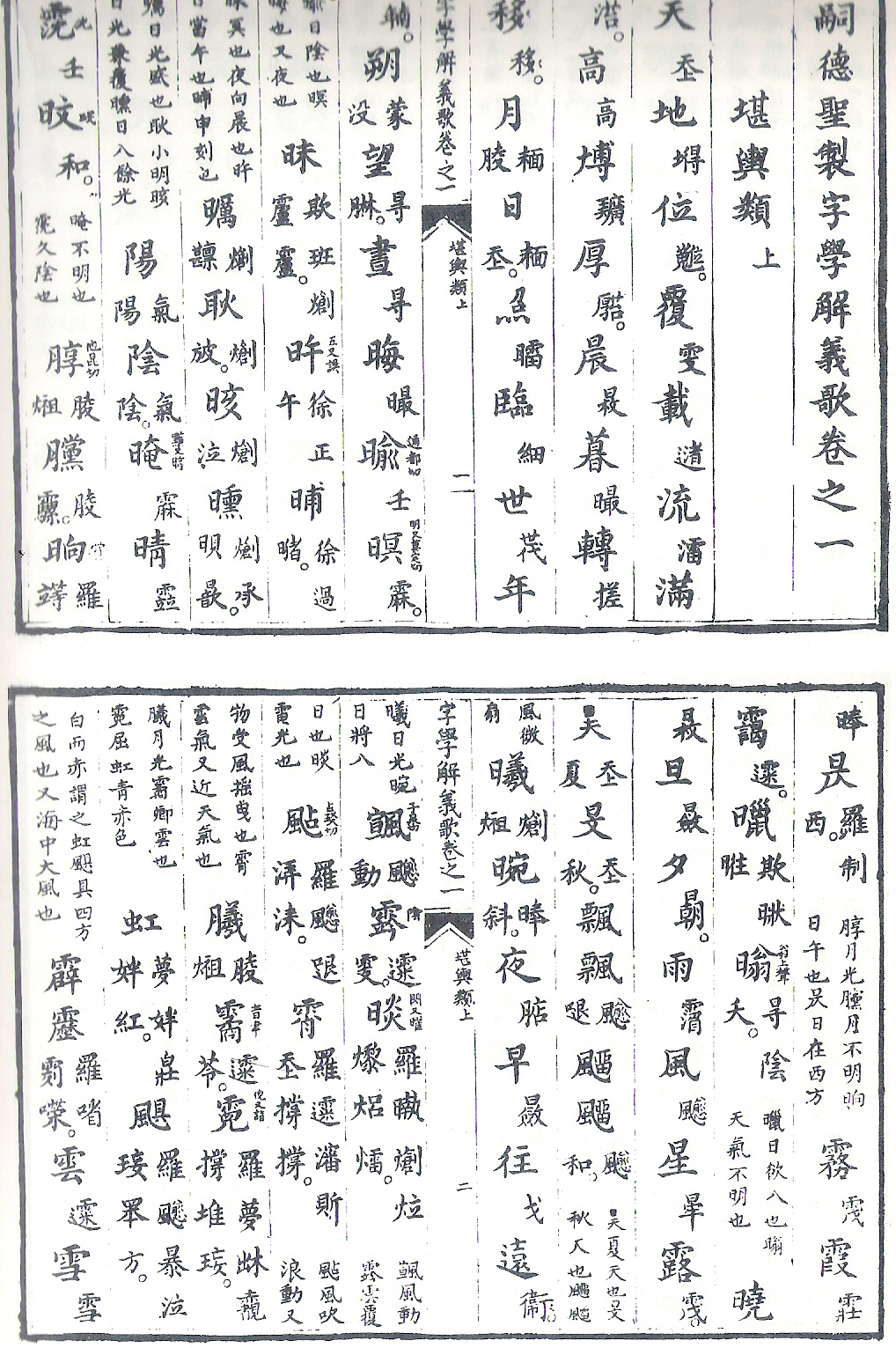
嗣徳帝の命により作成された、チュノムと漢字の辞書。
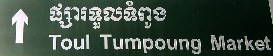
クメール文字（書体の1つ、ムール体）

### 南アジア
南アジアでは、ブラーフミー文字系統のデーヴァナーガリーなどが左横書きされ、アラビア文字（ウルドゥー語など）やターナ文字は右横書きされる。

### 西アジア
西アジアでは、古代アラム語が事実上の国際語として普及しており、その文字であるアラム文字もまた広範に使用されていた。その後、アラビア文字やシリア文字、ヘブライ文字など、西アジアでは多数の文字が生まれたが、その多くはアラム文字を源流とする。
その多くは右から左に向かって横に書く形式であり、縦書きは基本的に用いられなかった。現在、西アジアで使用される文字は、大きく分けてラテン文字、ヘブライ文字、アラビア文字だが、ヘブライ文字、アラビア文字は今でも右から左に向かって書くのに対し、ラテン文字を使用する言語は、ヨーロッパと同様に左から右に書く。

## 欧文における縦書き

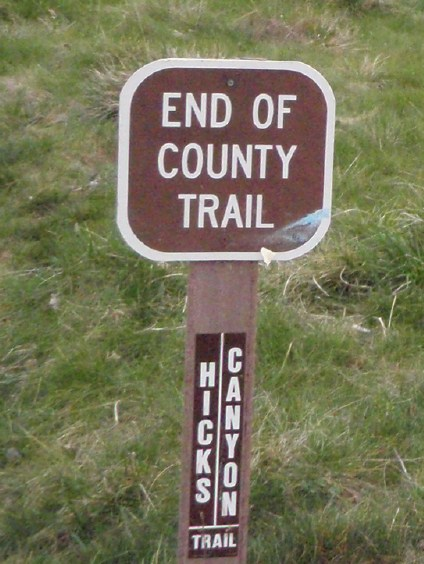
欧文の縦書きと横書きが混じっている例。柱の部分には、縦書きで"HICKS CANYON"、すぐ下に横書きで"TRAIL"と書いてある。

英語やフランス語など、ラテン文字で書かれる言語は通常横書きだが、文字を縦に配置せざるを得ない場面で次のような方法が取られることがある。
- 文字の向きを変えずに1文字ずつ縦に配置する。これは「#歴史的経緯」で日本語の右横書きについて述べたのと同様、「1文字ずつの横書き」とみなせる。横方向は左から右が原則なので、改行する時は右行に行く。立看板や柱などに書くときに見られる。
- 横書きの行全体を左に倒す。行の方向は下から上となる。フランス語の書籍の背表紙などに見られる。この場合、改行後は右行に行く。
- 横書きの行全体を右に倒す。行の方向は上から下となる。英語の書籍の背表紙や、縦書きで書かれた日本語の文章中に欧文を交ぜる時などに見られる。この場合、改行後は左行に行く。

## ヒエログリフにおける縦書きと横書き
古代エジプトの象形文字ヒエログリフは、象形の原理によって作られた文字であるが、その用法としては表音（六書でいう仮借）が多い。書字方向は縦書き、横書き、右書き、左書きが可能であり、書字方向の制約がゆるい。しかしながら、規範となる書字方向として右横書きが意識されていた。また、文字は左右逆（鏡像）に書いてもよいので、縦書きの行替えの方向や横書きの進行方向は、人や鳥をかたどった文字の顔の向きで判別する。たとえば、横書きで顔が左を向いていれば左横書きである。文字ごとに形や大きさがまちまちなため、小さい文字や縦長・横長の文字が続くときは、行中で2 - 3個重ねて書く（たとえば横書きであれば縦に重ねる）こともしばしば行われた。

## コンピュータ処理における縦書きと横書き
コンピュータは左横書きの英語を用いる米国で発展したものであり、また同様に左横書きである算用数字を多用することから、コンピュータにおける書字方向は左横書きが圧倒的に優勢である。しかし近年、コンピュータの性能・容量の向上と、普及拡大に伴う国際化・多言語化の流れにより、左横書き以外の書字方向のサポートも求められるようになった。
主要な課題は、右横書きと縦書きのサポートである。

### 右横書きのサポート
アラビア文字やヘブライ文字は、右横書きのサポートが必須である。しかも、これらの文字に欧文や算用数字が混在する場合はそこだけ左横書きとなることから、単に文字を右から左に並べればよいという問題ではなく、右横書きと左横書きが混在・入れ子になった場合の表示や入力を正しく処理することが求められる。
また、右横書きでは左横書きと比べて約物の向きが逆になる。特に、括弧の論理的意味が逆になる（たとえば「）」が開き括弧となる）点に注意が必要である。
コンピュータの世界では、右横書きのことをR2LあるいはRTL (right-to-left) と呼ぶ。左横書きはL2RないしLTRである。R2LとL2Rが混在した環境のことを双方向テキスト (bi-directional text) といい、BiDi と略す。近年、主要なオペレーティングシステムがBiDiをサポートしており、またHTML 4.0においてもdir属性が導入されBiDiのサポートが進められている。

### 縦書きのサポート
日本語などの漢字文化圏の文字言語は伝統的に縦書きであったが、近年は左横書きも一般的となり、コンピュータでも左横書きで処理されてきた。しかし、手紙や宛名書き、小説などを縦書きで読み書きしたいというニーズは根強いものがあり、テキストエディタやワープロソフト、年賀状作成ソフト、電子書籍リーダーなどで縦書きのサポートが取り入れられている。
ウェブブラウザではVivaldiが2018年1月に世界で初めて縦書きのリーダーモードを標準搭載した。また、縦書き専用の影鷹がある他、横書きの文章を縦書きに変換するJavaScriptのライブラリを提供しているプログラマーもいる。
Flashでは、バージョン10から縦書きレイアウトを組めるようになっている。現在普及中のCSSのlevel 3では、縦書きをサポートしている。加えて電子書籍用のファイル形式EPUBではバージョン3から、日本語や中国語の縦書きや、右横書きのアラビア語、ヘブライ語に対応した。
Unicodeにおいても参照情報を提供している。
| 特性         | writing-mode | layout-flow | -webkit-writing-mode |
| ------------ | --- | --- | --- |
| 宣言         | writing-mode:tb-rl | layout-flow:vertical-ideographic | -webkit-writing-mode:vertical-rl |
| 日本語       | 「天の人を生ずるは億兆皆同一轍にて、之に附与するに動かす可からざるの通義を以てす。即ち其通義とは人の自から生命を保し自由を求め幸福を祈るの類にて、他より之を如何ともす可らざるものなり。」 ――『アメリカ独立宣言』 | 「天の人を生ずるは億兆皆同一轍にて、之に附与するに動かす可からざるの通義を以てす。即ち其通義とは人の自から生命を保し自由を求め幸福を祈るの類にて、他より之を如何ともす可らざるものなり。」 ――『アメリカ独立宣言』 | 「天の人を生ずるは億兆皆同一轍にて、之に附与するに動かす可からざるの通義を以てす。即ち其通義とは人の自から生命を保し自由を求め幸福を祈るの類にて、他より之を如何ともす可らざるものなり。」 ――『アメリカ独立宣言』 |
| 繁体字中国語 | 「我等之見解為，下述真理不證自明：凡人生而平等，秉造物者之賜，擁諸無可轉讓之權利，包含生命權、自由權、與追尋幸福之權。」 ——《美國獨立宣言》                                                                       | 「我等之見解為，下述真理不證自明：凡人生而平等，秉造物者之賜，擁諸無可轉讓之權利，包含生命權、自由權、與追尋幸福之權。」 ——《美國獨立宣言》                                                                       | 「我等之見解為，下述真理不證自明：凡人生而平等，秉造物者之賜，擁諸無可轉讓之權利，包含生命權、自由權、與追尋幸福之權。」 ——《美國獨立宣言》                                                                       |
| 簡体字中国語 | “我等之见解为，下述真理不证自明：凡人生而平等，秉造物者之赐，拥诸无可转让之权利，包含生命权、自由权、与追寻幸福之权。” ——《美国独立宣言》                                                                         | “我等之见解为，下述真理不证自明：凡人生而平等，秉造物者之赐，拥诸无可转让之权利，包含生命权、自由权、与追寻幸福之权。” ——《美国独立宣言》                                                                         | “我等之见解为，下述真理不证自明：凡人生而平等，秉造物者之赐，拥诸无可转让之权利，包含生命权、自由权、与追寻幸福之权。” ——《美国独立宣言》                                                                         |
| 朝鮮語       | 「다음과 같은 사실을 자명한 진리로 받아들인다。 즉 모든 사람은 평등하게 태어났고、 창조주는 몇 개의 양도할 수 없는 권리를 부여했으며、 그 권리 중에는 생명과 자유와 행복의 추구가 있다。」 ――《미국독립선언》     | 「다음과 같은 사실을 자명한 진리로 받아들인다。 즉 모든 사람은 평등하게 태어났고、 창조주는 몇 개의 양도할 수 없는 권리를 부여했으며、 그 권리 중에는 생명과 자유와 행복의 추구가 있다。」 ――《미국독립선언》     | 「다음과 같은 사실을 자명한 진리로 받아들인다。 즉 모든 사람은 평등하게 태어났고、 창조주는 몇 개의 양도할 수 없는 권리를 부여했으며、 그 권리 중에는 생명과 자유와 행복의 추구가 있다。」 ――《미국독립선언》     |
| 説明         | W3Cの勧告候補はwriting-mode:vertical-rl;。 | IEとEdge（EdgeHTML）でしか適用しない。 | Webkitベースのブラウザ専用。一部のブラウザでは文字を90度回転することがある。 |

### 縦書きと横書きの混在
縦書きの文章の中に横書きの文字が出てくる場合や、その逆の場合の処理は、左横書きと右横書きの混在よりも難しい問題を引き起こす。JIS X 4051 では、縦書きの中に欧文の横書きが出現する場合について、
- 横書きの文字列を右に90度回転する
- 1文字ずつ縦書きの文字として扱う
- 横書きのまま挿入する（縦中横）

の3種類の処理をあげている。